# Kościół Św. Trójcy w Różanie
Kaplica Św. Trójcy w Różanie (biał. Касцёл Найсв. Тройцы) – rzymskokatolicka świątynia wzniesiona w Różanie w I połowie XVII wieku z fundacji Lwa Sapiehy.  

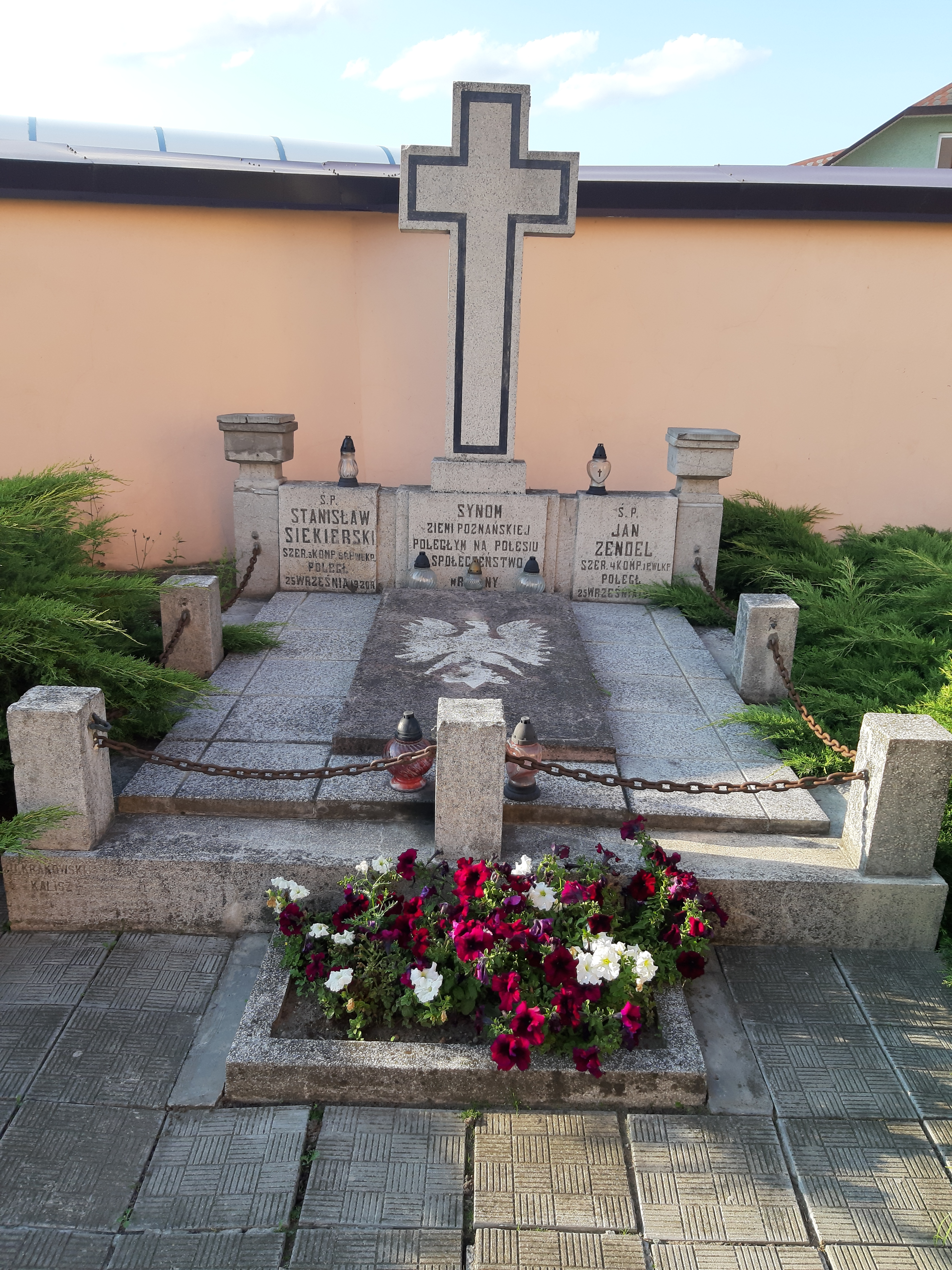
Grób polskich żołnierzy poległych w 1920 r. przy kościele św. Trójcy

## Historia
W 1595 wybudowano w Różanie drewnianą świątynię pod wezwaniem Św. Trójcy fundacji Aleksandra Tyszkiewicza. Obecny murowany kościół powstał w 1617 z inicjatywy właściciela dóbr różańskich kanclerza Wielkiego Księstwa Litewskiego Lwa Sapiehy. W latach 1768 i 1787 dobudowano do niego dwie kaplice: św. Krzyża i św. Barbary. W 1779 świątynia została przebudowana w stylu klasycyzmu przez sprowadzonego z Saksonii architekta Jana Samuela Beckera. W 1850 i 1891 poddana remontowi. W czasach sowieckich w kościele nieprzerwanie odbywały się msze św. i nabożeństwa. W 1960 do kościoła w Różanie przeniesiono większość wyposażenia z zamykanego z polecenia władz kościoła pomisjonarskiego w Łyskowie.
Jest świątynią jednonawową z charakterystyczną czterokondygnacyjną i ośmioboczną wieżą. Ściany zdobione są skarpami.